# Choristus bifrons
Choristus bifrons är en tvåvingeart som beskrevs av Walker 1852. Choristus bifrons ingår i släktet Choristus och familjen svävflugor. Inga underarter finns listade i Catalogue of Life.